# Monastère Saint-Bishoy
Le monastère Saint-Bishoy ou Deir Anba Bishoi est un important monastère copte orthodoxe situé dans la région désertique du Ouadi Natroun en Égypte.

## Histoire
Il est un des premiers et des plus anciens monastères au monde, et il est dédié à Bishoy de Nitrie (320 – 417 apr. J.-C.), au désert de Nitrie.
Pishoy a fondé ce monastère au IVe siècle. Le 13 décembre 841, le pape Joseph Ier d'Alexandrie exauça les souhaits de Pishoy et déplaça son corps ainsi que celui de Paul de Tammah (en) dans ce monastère, qui étaient tous deux enterrés à l’origine au monastère de Pishoy à Deir el-Bersha. Aujourd’hui, les deux corps reposent dans l’église principale du monastère. Le monastère compte cinq églises, la principale étant nommée d’après Pishoy. Les autres églises portent le nom de Marie, Abaskhiron le Soldat (en), Saint Georges et l’archange Michel.
Entre 1981 et 1985, le pape Shenouda Ill, assigné à résidence par le président Anouar el-Sadate, séjourne dans le monastère de Anba Bishoi, et ne revient au pays qu'à la suite de l'assassinat de ce dernier,.
Aujourd’hui, le monastère de Saint-Pishoy contient les reliques de Pishoy, Paul de Tammah et des reliques d’autres saints. Des témoins oculaires racontent que le corps de Pishoy est resté intact. Le pape Shenouda III d’Alexandrie y est également enterré.

### Communiqué d'Église

Croix orthodoxe copte avec l'inscription copte traditionnelle : « Jésus Christ, le fils de Dieu ».

Dans un communiqué publié le 7 mars 2024, l’Église copte orthodoxe annonce « suspendre le dialogue théologique avec l’Église catholique » et souligne son rejet de l’homosexualité en tant que « perversion sexuelle ». Cette décision intervient près de trois mois après la publication de Fiducia supplicans, une déclaration qui autorise les prêtres catholiques à accorder des bénédictions non liturgiques aux couples homosexuels.
Le communiqué a été rendu public à l’issue de la réunion des 133 membres du Saint-Synode dans le Monastère Saint-Bishoy en Égypte, lieu de résidence du chef de l’Église copte orthodoxe, le pape d’Alexandrie Tawadros II. Le Saint Synode est l’entité qui gouverne cette Église autocéphale, séparée des autres Églises chrétiennes depuis le concile de Chalcédoine en 451.

## Patrimoine artistique
L'art copte va naître entre le IIe siècle et le IVe siècle en Égypte. L'art est alors un mélange d'influences pharaoniques et romaines : l'art égyptien connaît ses derniers instants de vie, la romanisation est fortement perceptible dans l'art. Les portraits du Fayoum (Ier siècle) sont une expression privilégiée de cet art aux influences variées : la momification des défunts est une pratique héritée de l'Égypte antique.
Les « portraits du Fayoum » seraient donc un exemple du syncrétisme culturel de l'Égypte à l'époque romaine, culture alliant apports hellénistiques et romains et héritage pharaonique.

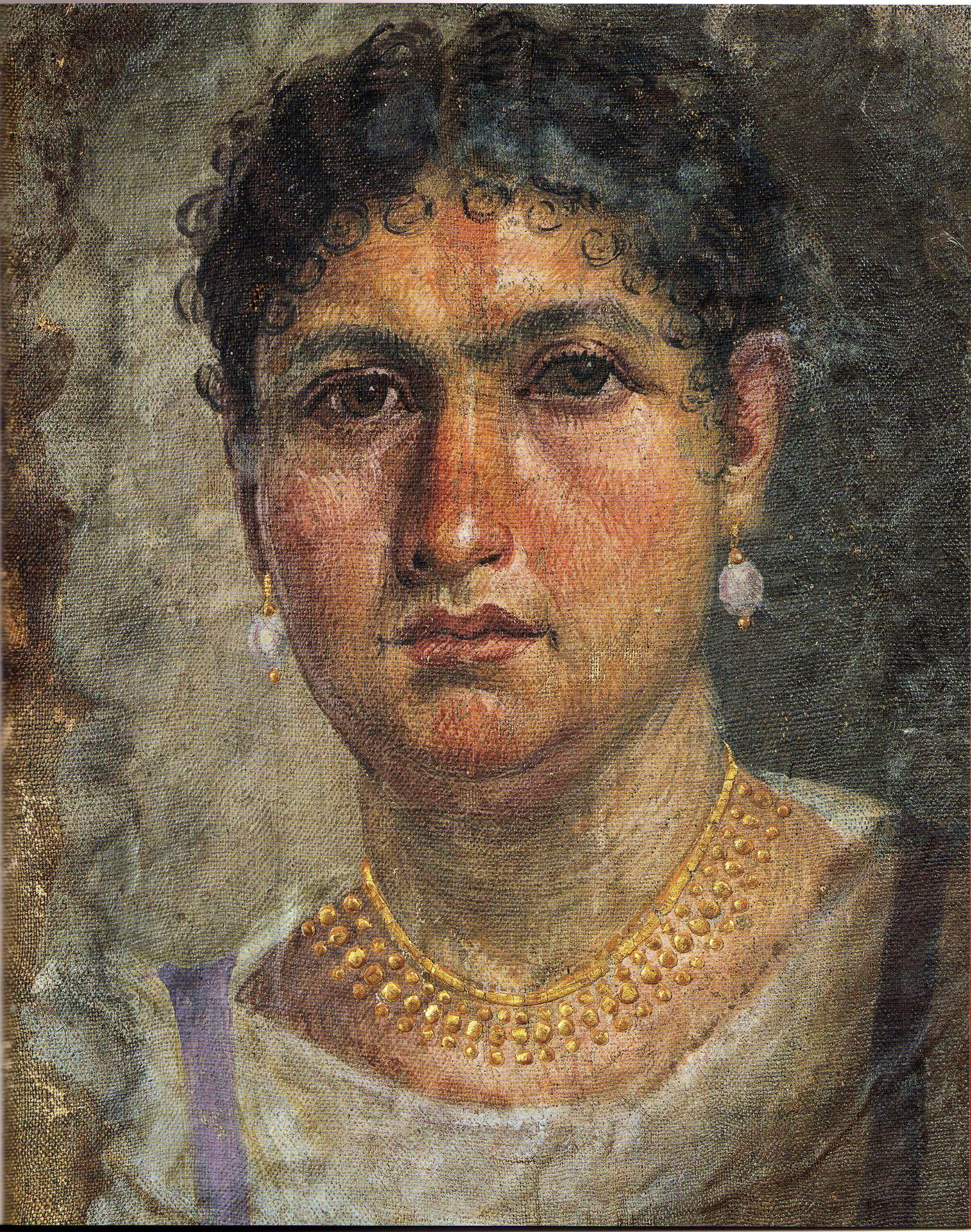
Portrait funéraire de la momie d'Aline, 24 apr. J.-C. Neues Museum.
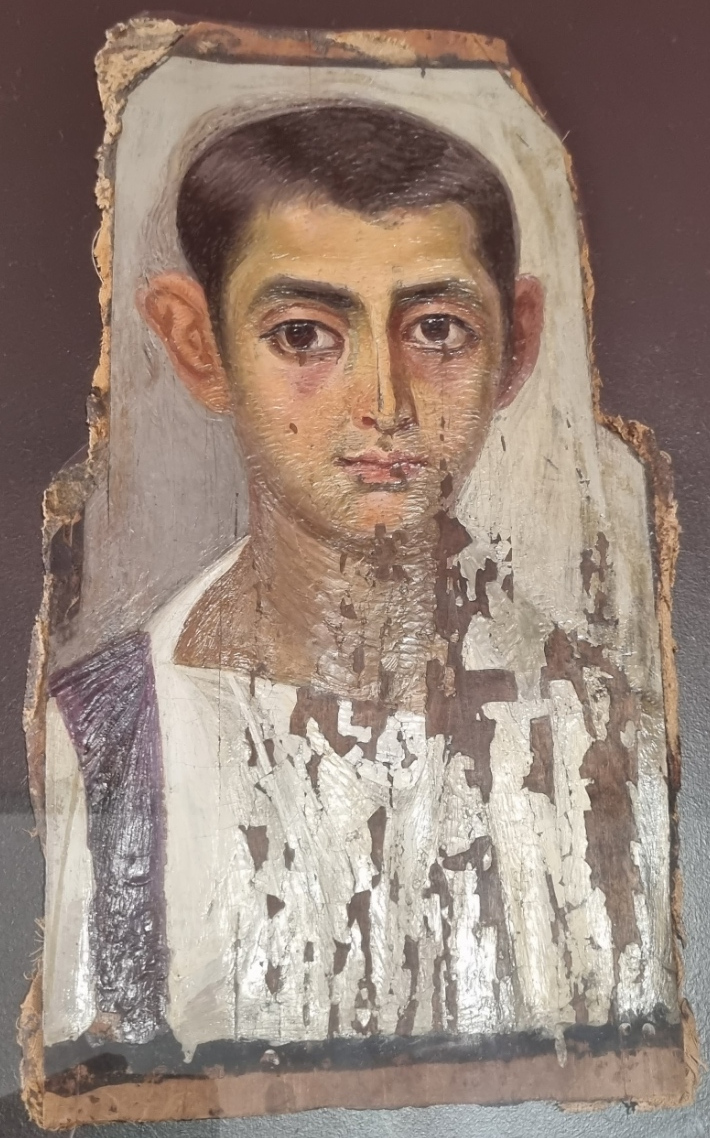
Portrait de jeune garçon, v. 115 ap. J.-C, Musée des Beaux-Arts de Dijon.
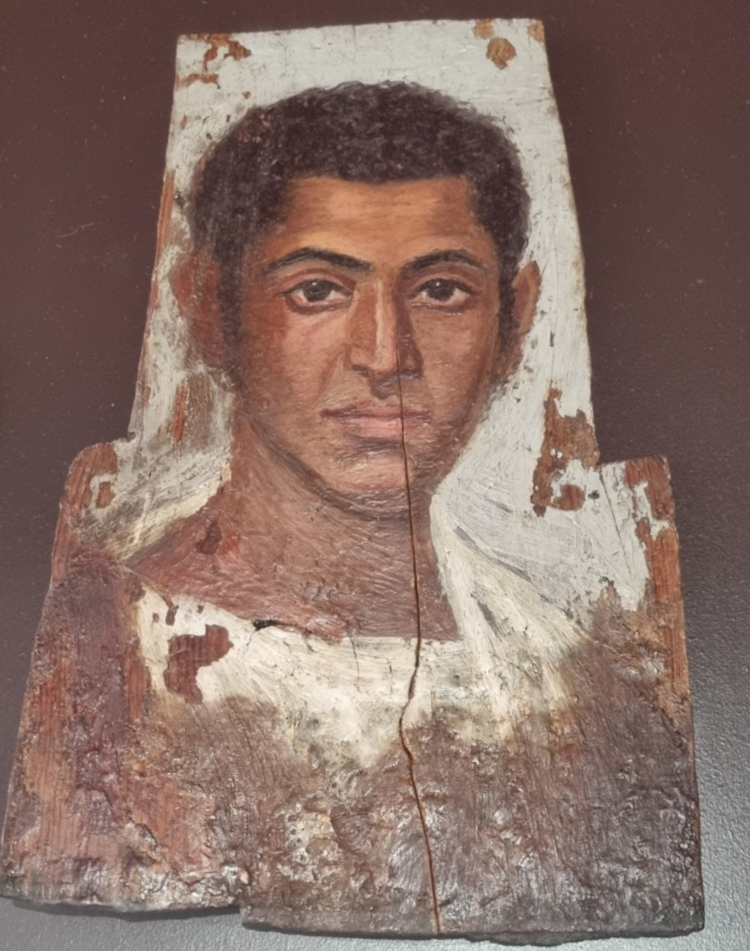
Portrait d'homme, v. 120 ap. J.-C, Musée des Beaux-Arts de Dijon.
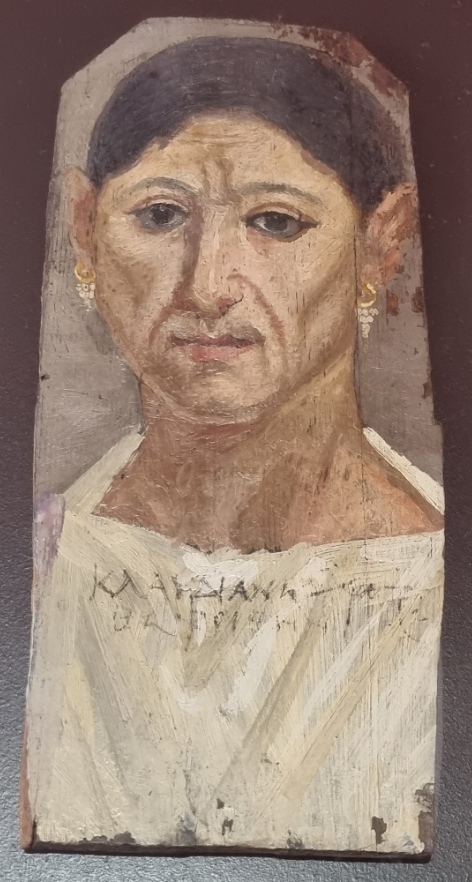
Klaudiané, fille de Phoib, entre 150 et 175 apr. J.-C, Musée des Beaux-Arts de Dijon.
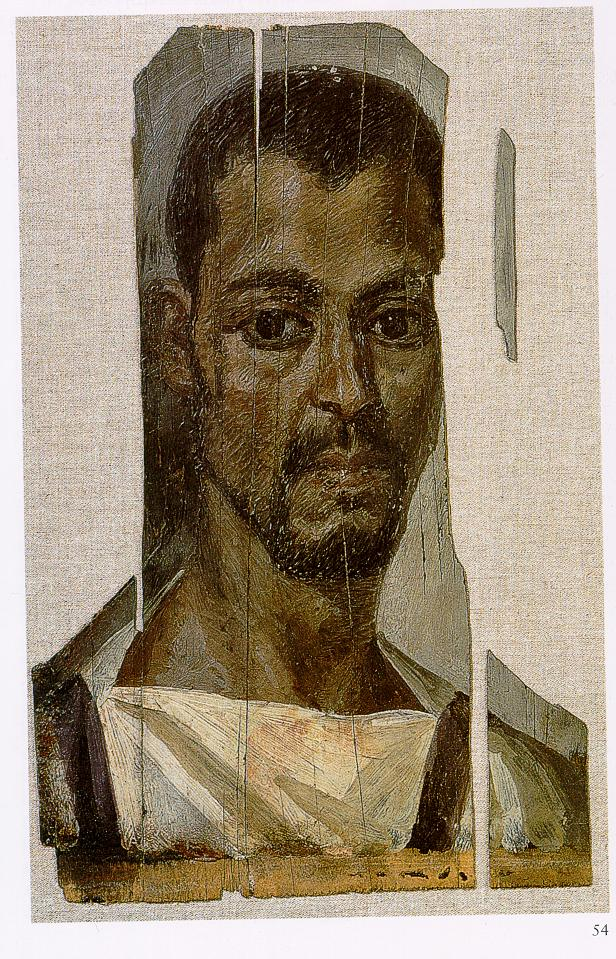
Portrait d'homme, Antinoé, entre 190 et 230 apr. J.-C. Musée du Louvre[10].
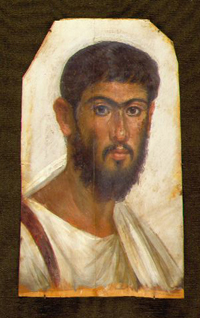
Portrait de jeune homme, IIe siècle apr. J.-C, Menil Collection.
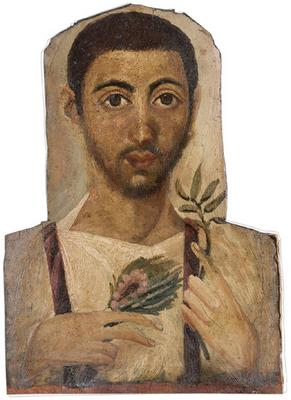
Portrait d'homme barbu, IIIe siècle, Musée des Beaux-Arts de Dijon.
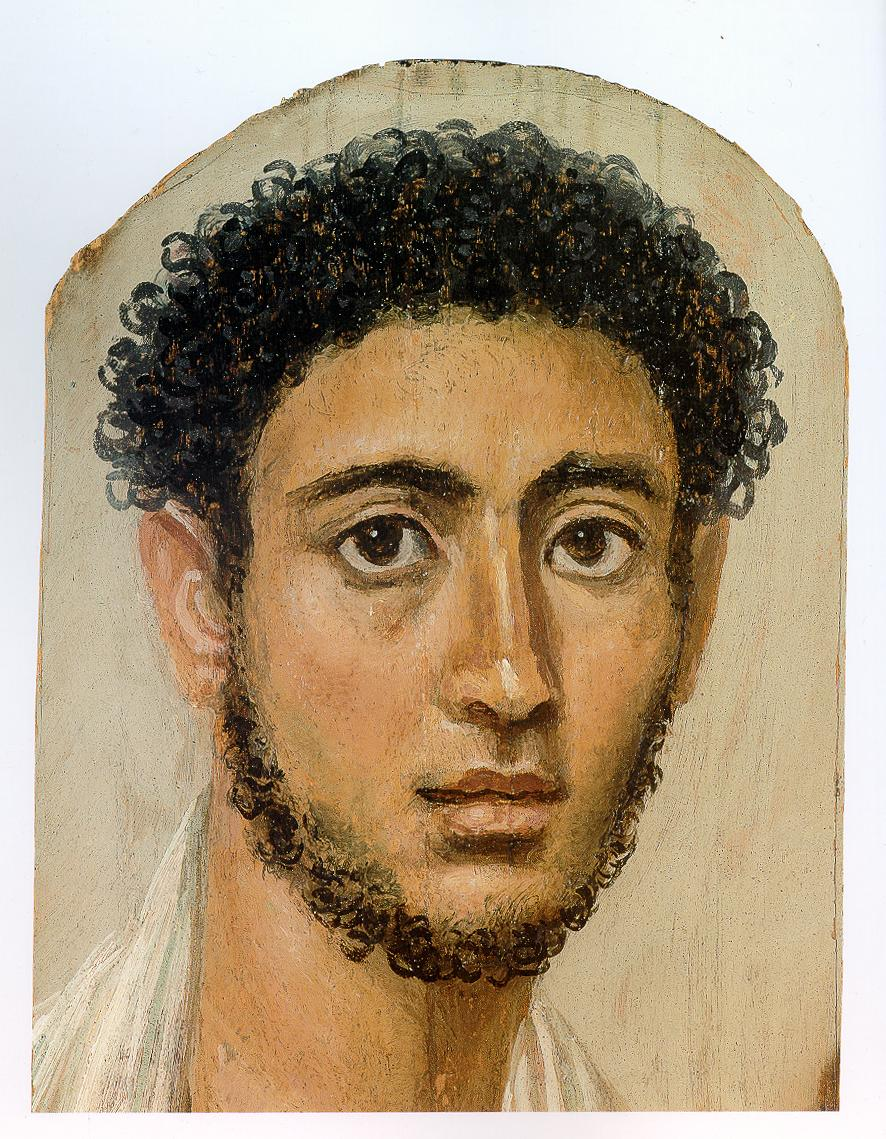
Portrait de jeune homme bouclé, v. 300 apr. J.-C, Collections d'Antiquités de l'État bavarois (Inv.-Nr 15013).
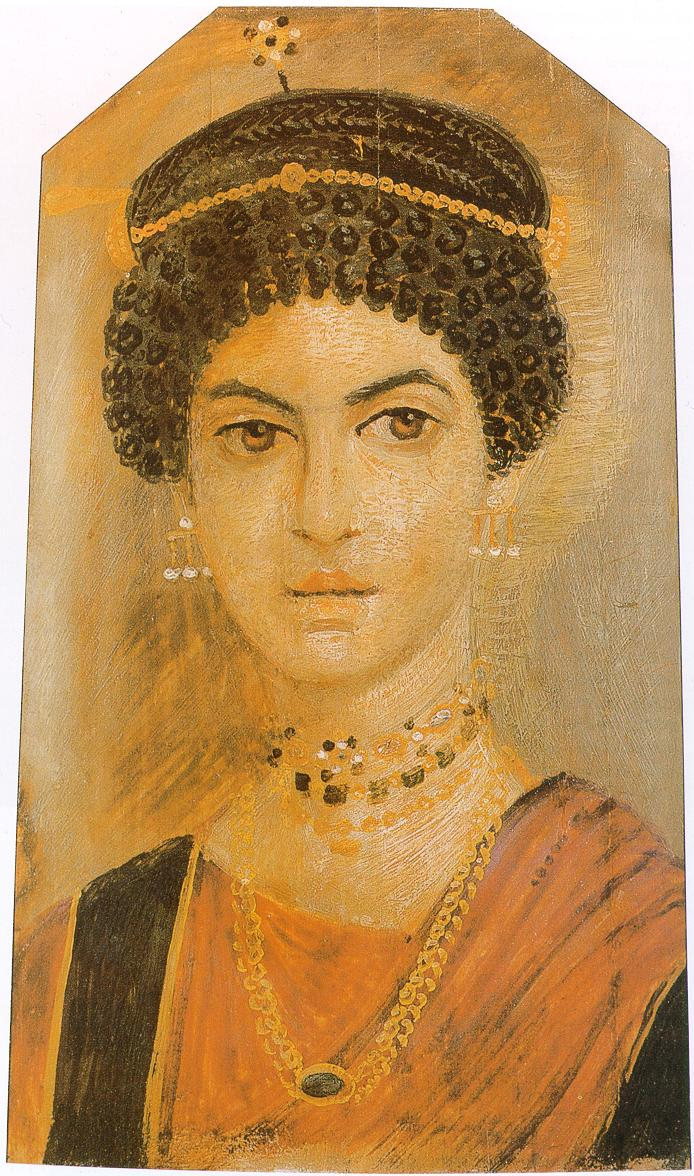
Femme en chiton orange, Musée national d'Écosse.
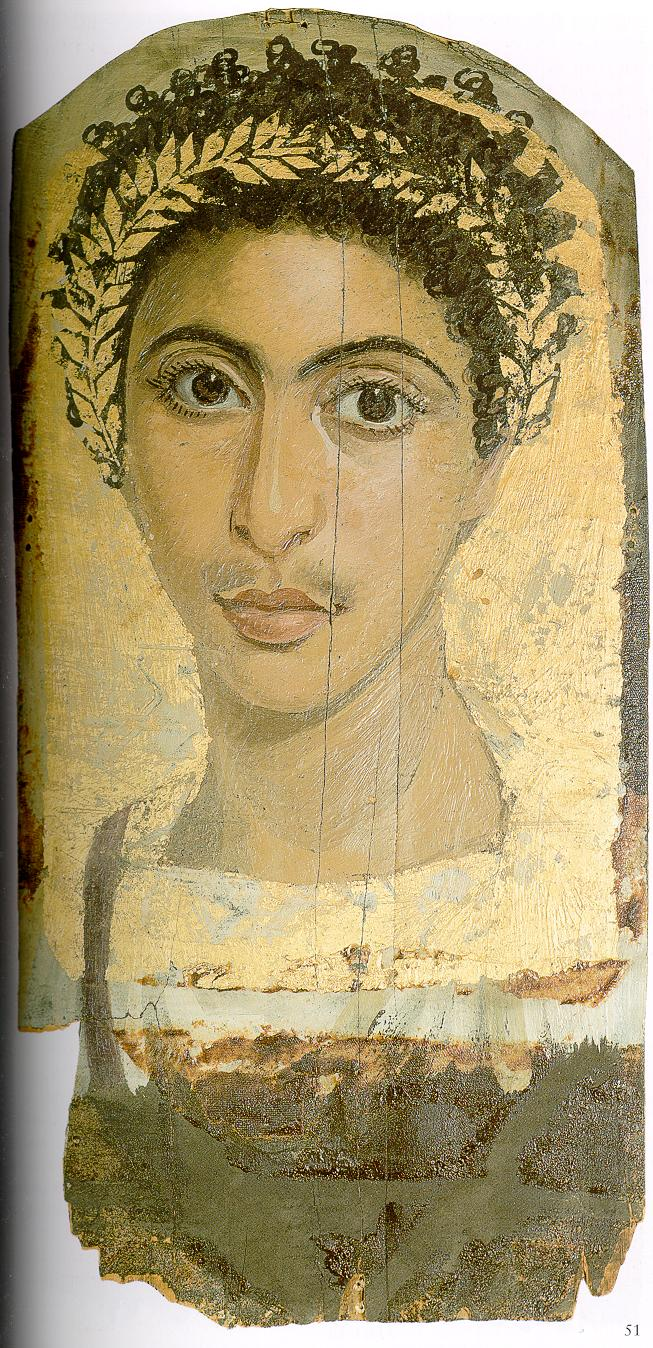
Portrait de jeune homme (fonds Albert Gayet) trouvé à Antinoupolis en 1905/1906, vendu au Musée égyptien de Berlin en 1907 (Inv.-Nr. Berlin 17900).
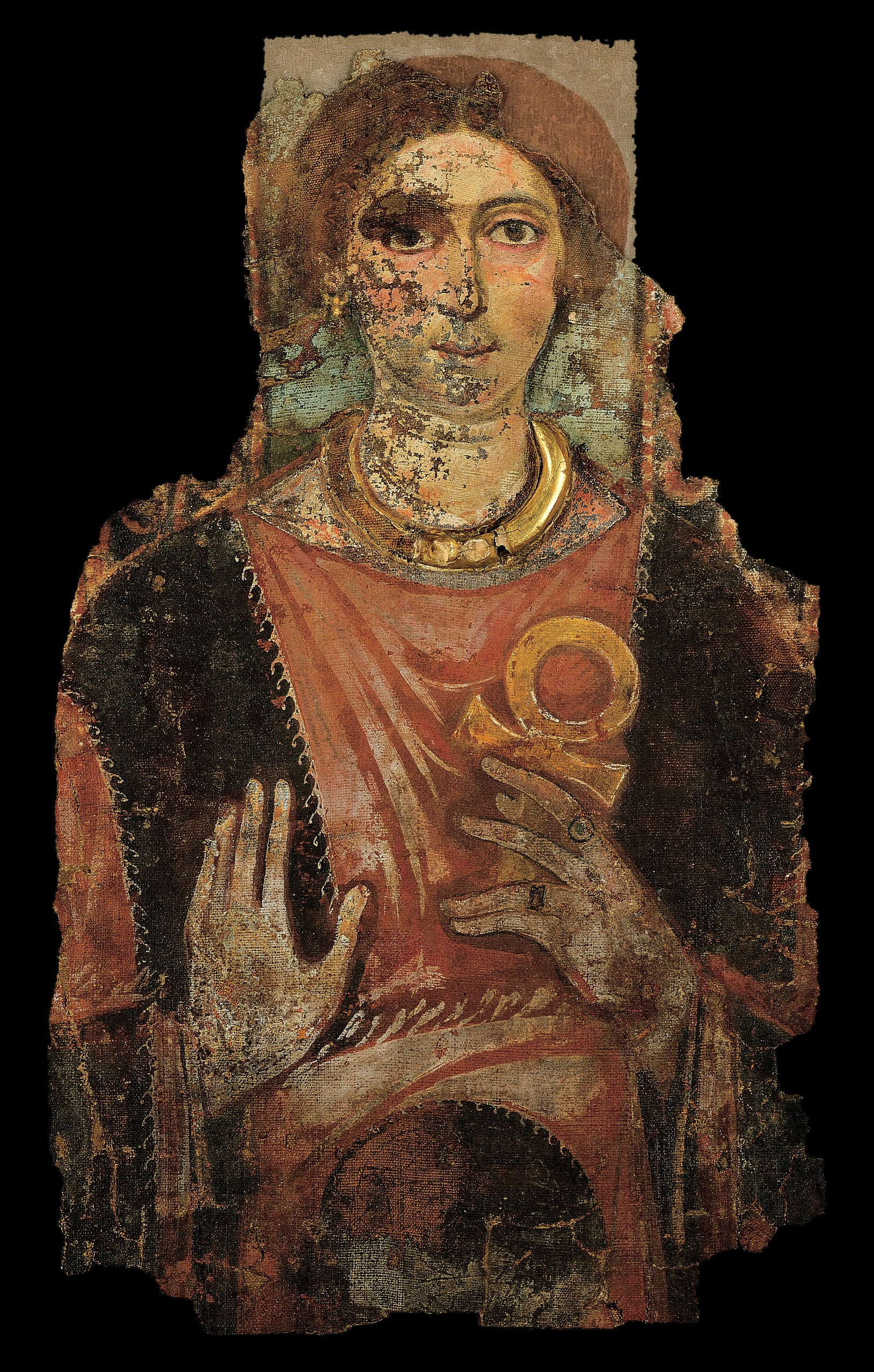
Portrait funéraire d'une femme avec une ânkh, v. 200 – 230 apr. J.-C, Musée Benaki.

## Galerie
- Vues diverses

"Vues
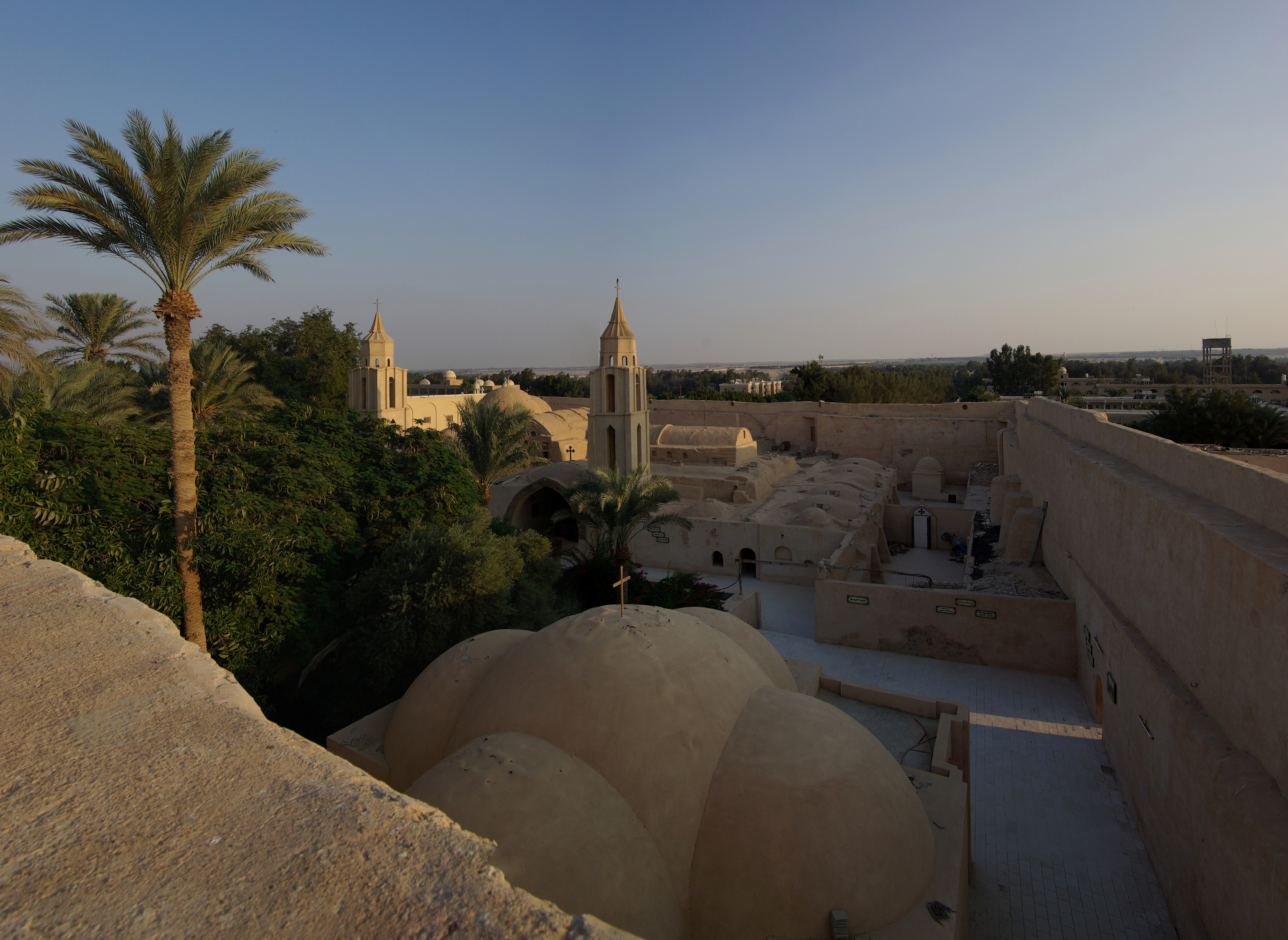
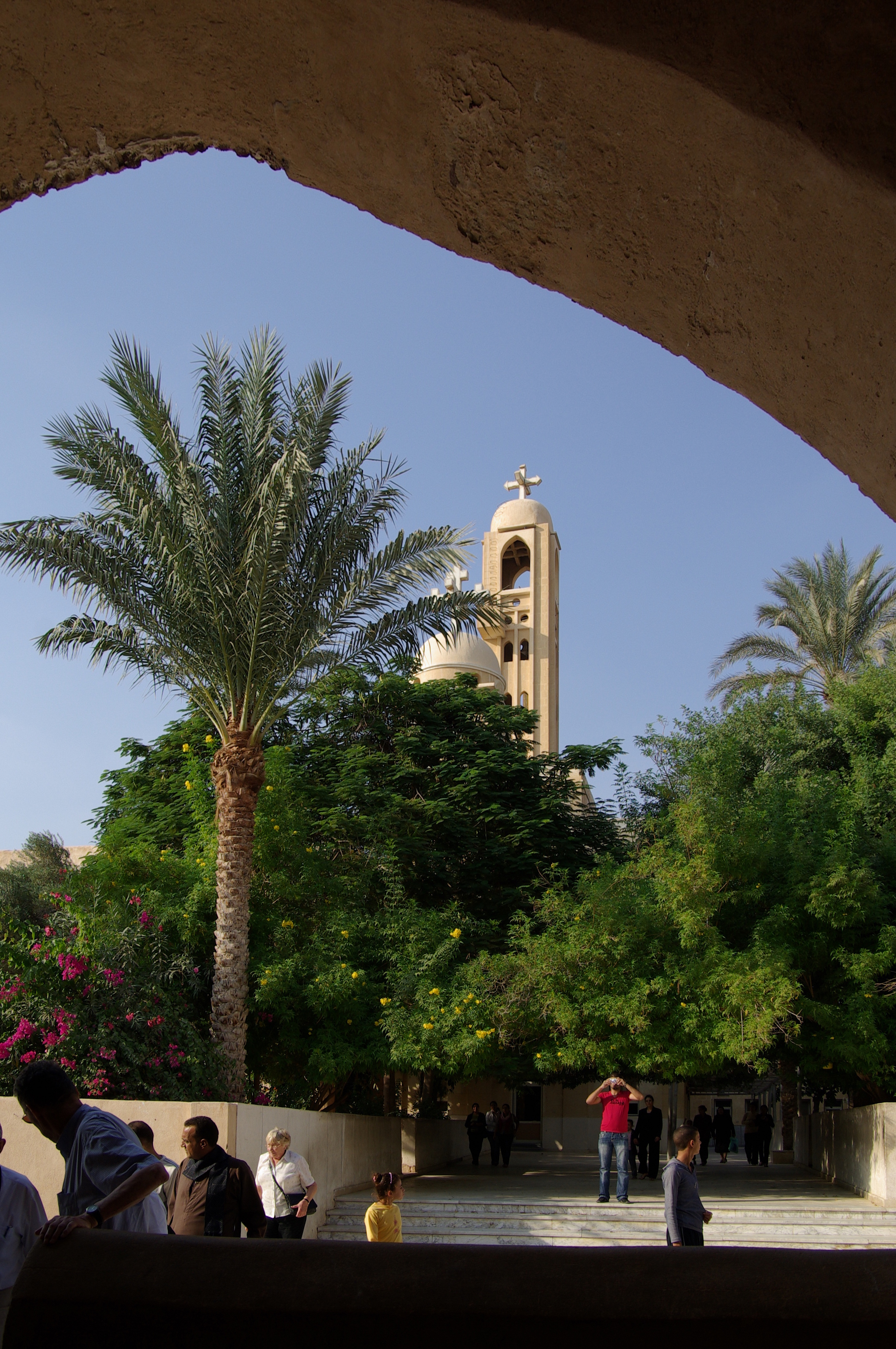
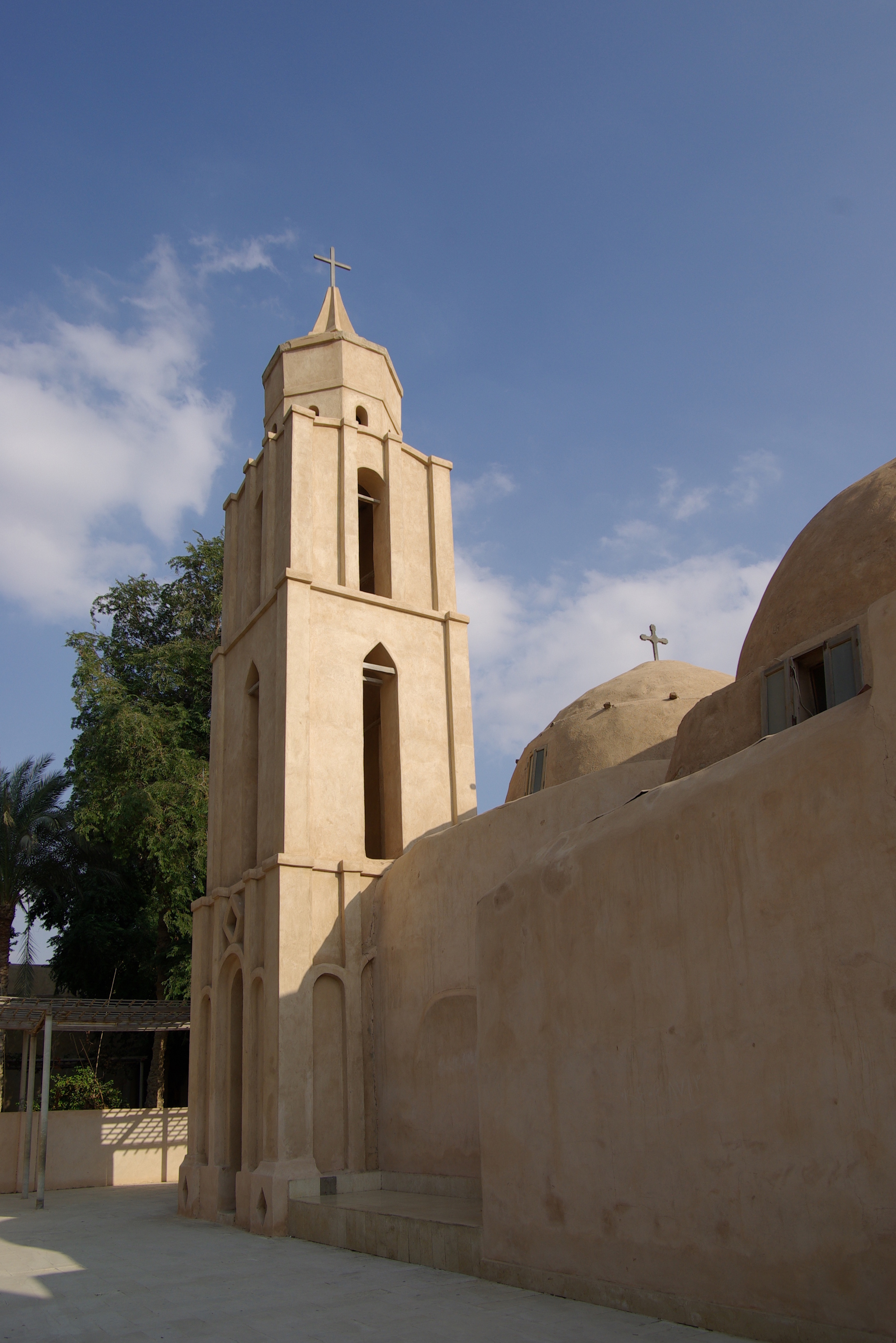
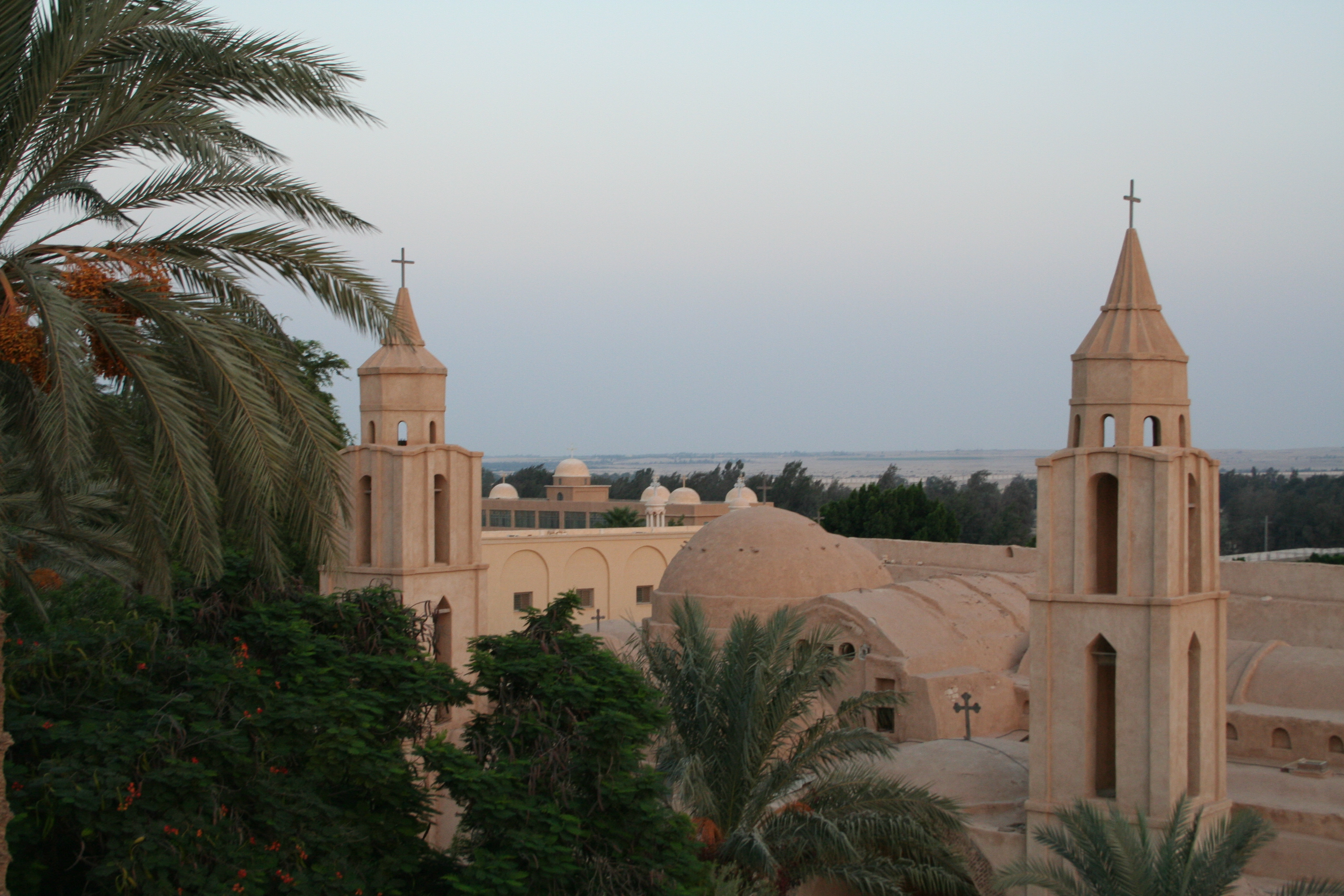
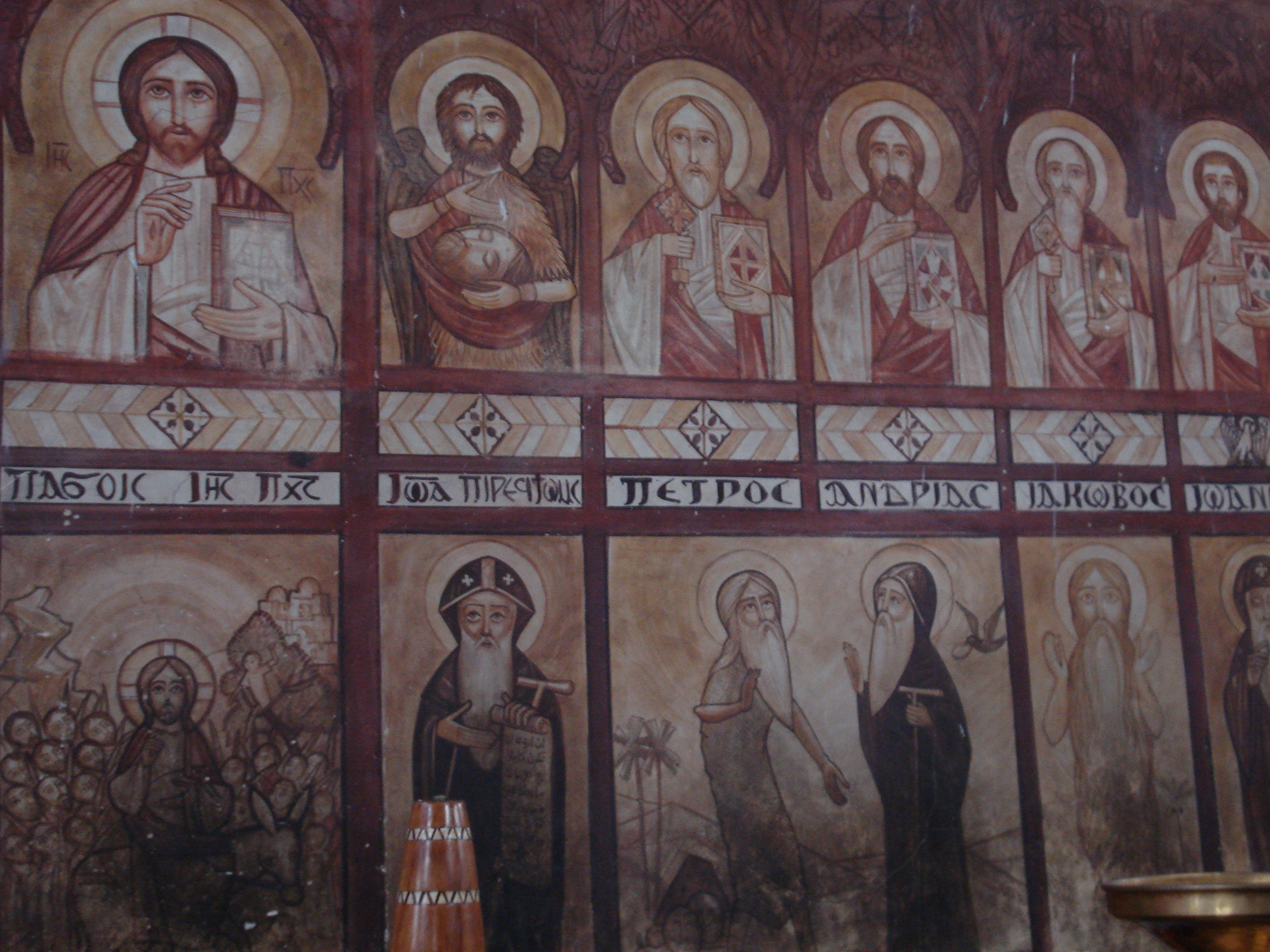
Mur en relief à l'intérieur de l'église chrétienne copte orthodoxe située dans le monastère Saint-Évêques en Basse-Égypte.
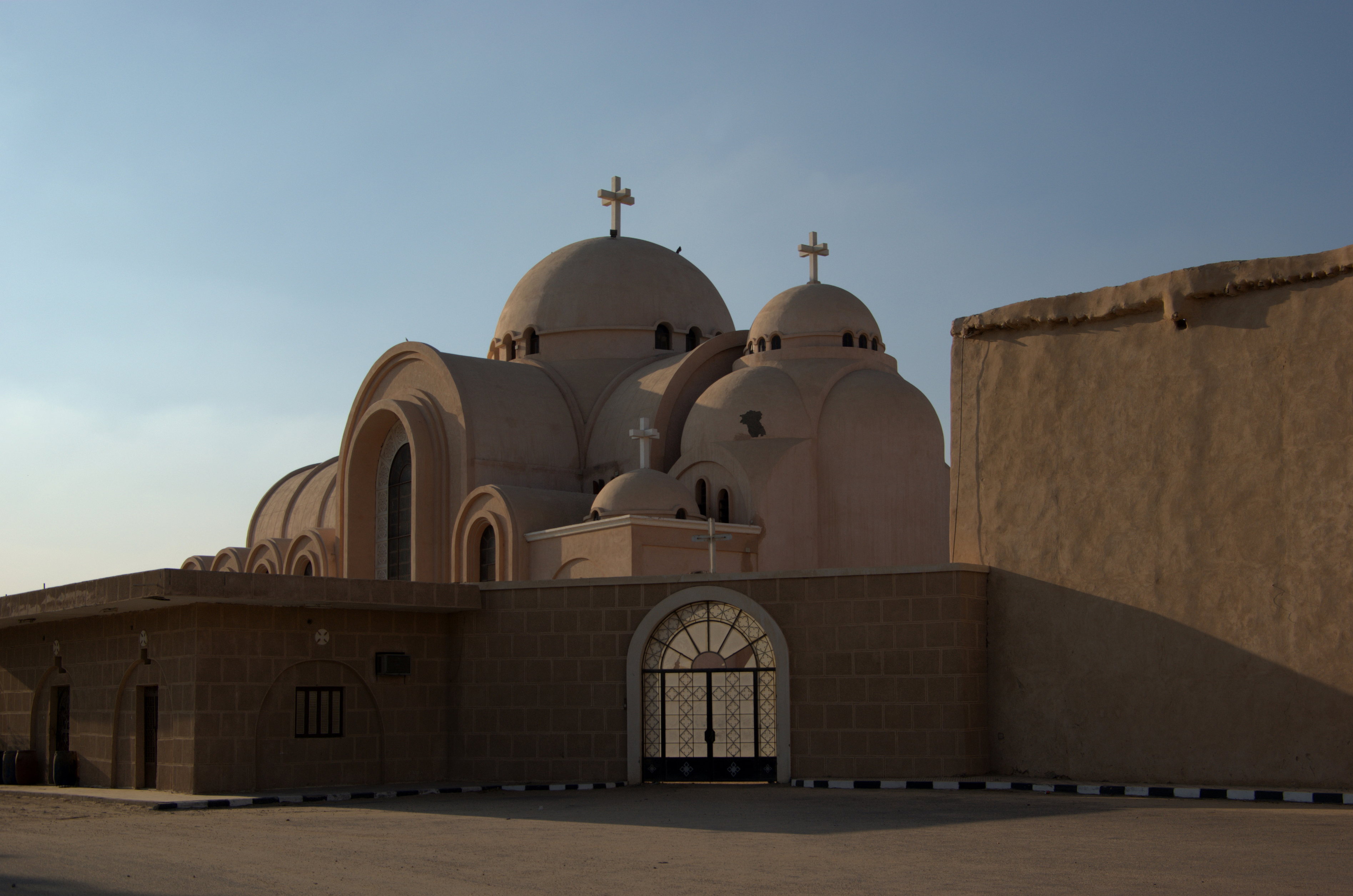
Cathédrale de Saint Pishoy
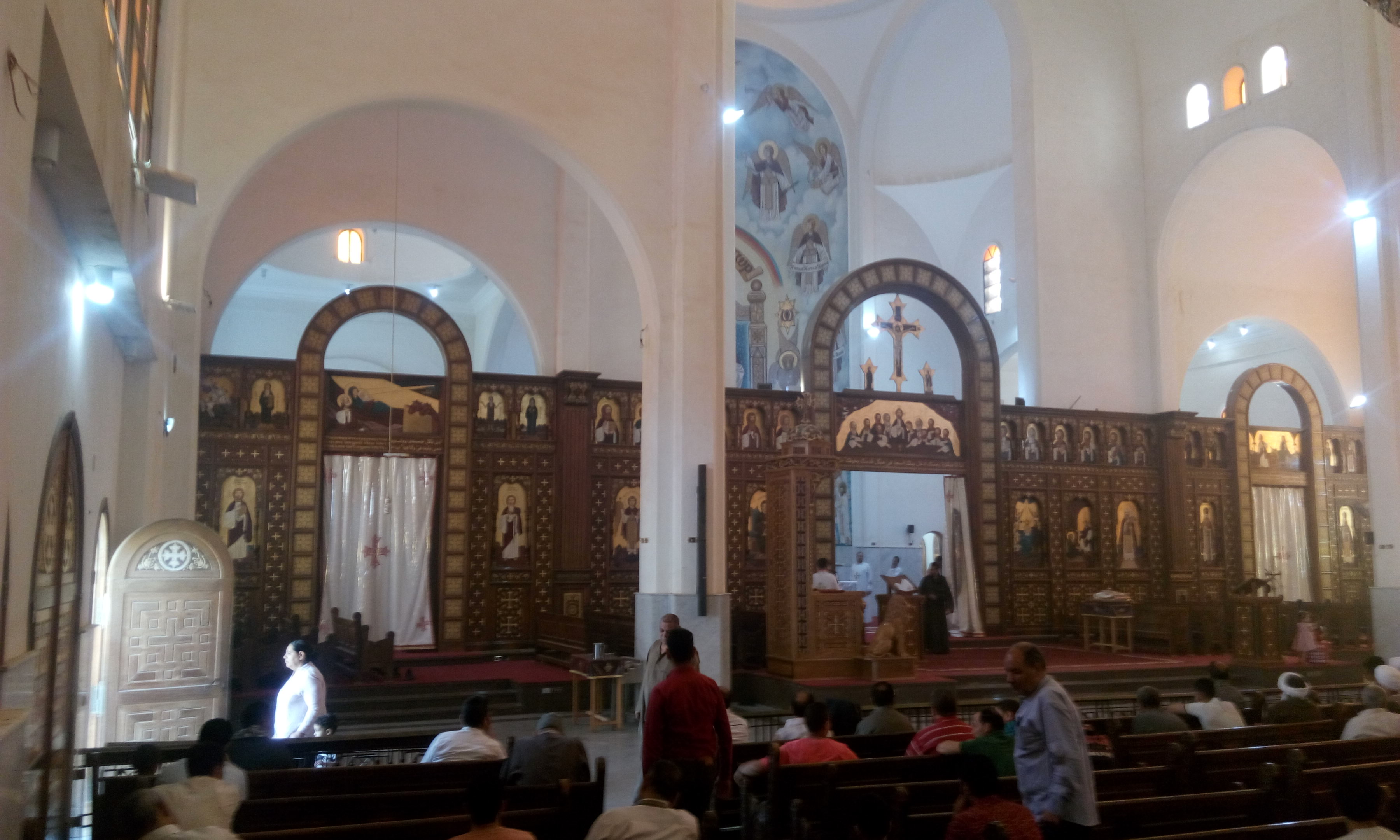
Intérrieur de la cathédrale